# سمندل الكهوف الأوروبي
سَمَندَل الكُهوف الأوروبّي أو السَمَنْدَل الأَنكليسي أو سَمندل الأُلْم أو الأُلْم (بالإنجليزية: Olm) واسمه العِلمي المُتقلبة الأفعوانية (الاسم العلمي: Proteus anguinus) هوَ سَمَندل مائي من عائِلة المُتقلبية، وهوَ النوع الوَحيد من الحَبليات الموجود في كهوف أوروبا. على عكس مُعظم البرمائيات، فإنَّ سمندل الكهوف الأوروبي حيوان مائي بشكلٍ كامل؛ أي أنهُ يأكل وَينام ويتكاثر تحتَ الماء. يتواجد سمندل الكهوف الأوروبي في الكهوف الموجودة في جبال الألب الدينارية، كما أنهُ مُتوطن في المياه المُتدفقة تحت الأرض من خلال الحجارة الجيرية الممتدة في كارست وسط وجنوب شرق أوروبا وتحديداً في جنوب سلوفينيا وَحوض نهر سوكا بالقُرب من مدينة ترييستي، كما أنهُ يتواجد في جنوب غرب كرواتيا وفي البوسنة والهرسك.
يُطلق السُكان المحليون اسم سمكة البَشر على هذا السَمندل؛ وذلك نتيجةً للون جِلده المُشابه للقوقازيين، ويُسمى أيضاً سمندل الكَهف أو السمندل الأبيض، أما في سلوفينيا فإنهُ يُعرف باسم بروتيوس (بالسلوفينية: Močeril) والذي يَعني حرفياً «الكائن الذي يختبئ في الرطوبة». ذُكرَ سمندل الكهوف الأوروبي لأول مرة في عام 1689 من قبل عالم التاريخ الطَبيعي فالفاسور في موسوعته مجد دوقية كارنيولا، حيثُ ذكرَ أنهُ بعد هطول أمطار غزيرة جُرف سمندل الكهوف الأوروبي من المياه الجوفية، وفي ذلك الوقت اعتقدَ السكان المحليون أنهُ من نسل تنين الكهف.
يُعتبر سمندل الكهوف الأوروبي أكثر الحيوانات تكيُفاً مع الحياة في الظلام الدامس في موطنه تحت الأرض. عيون سمادل الكهوف الأوروبية غير مُتطورة مما يجعلها عَمياء، أما حواسها الأُخرى وخصوصاً حاستي الشَم والسمع فهي مُتطورة بشكلٍ كامل. يَفتقر هذا السَمندل إلى التَصبغ الحيوي في جلده. يَمتلك سمندل الكهوف الأوروبي ثلاثة أصابع في قدميه الخلفيتين. يُظهر هذا السمندل ما يُعرف باستدامة المرحلة اليرقية، حيثُ يحتفظ ببعض الخصائص اليرقية -مثل الخياشيم الخارجية- حتى مرحلة البُلوغ، وذلك مِثل بعض البرمائيات الأمريكية (سمندل المكسيك وَالسبحلية).

## أصل التسمية
الأُلْم (بالإنجليزية: Olm) هي كلمة ألمانية دَخيلة تَم دمجها مع اللغة الإنجليزية في أواخر القَرن التاسع عَشر، أما أصل هذه الكلمة الألمانية فهو غير واضح، ولكنها قد تكون كَلمة بَديلة لكلمة سَمندل (بالألمانية: Molch).
يترجم مُعجم المُغني الأكبر كلمة (Olm) بالسَمَنْدَل الأَنكليسي، ويُعرفهُ على أنهُ سَمندل أعمى أصفر اللون قليلاً ويحتفظ بشكله الدودي. ويُسمى بالسَمندل الأنكليسي لأنهُ يُشبه ثعبان الأنكَلَيْس (أحد أنواع ثعابين الماء).

## التشريح

### المظهر الخارجي

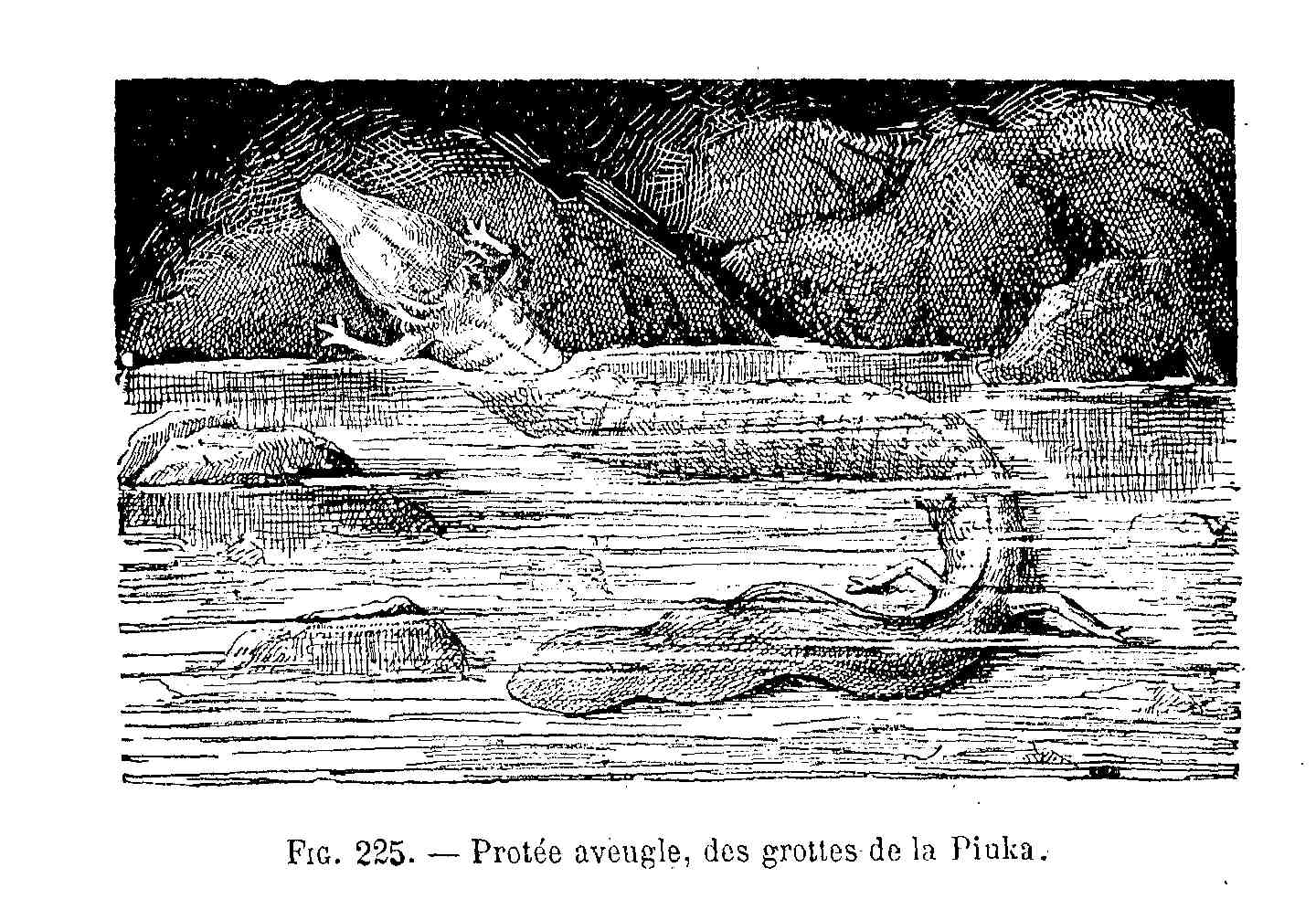
سمندل الكهوف الأوروبي كما هو مُوضح من قبل عالم الأحياء الفرنسي غاستون بونيه في عام 1907

يشبه جِسم سمندل الكهوف الأوروبي شكل الثُعبان، ويبلغ طوله 20-30 سم، وقد يصل في بعض الأحيان إلى 40 سم. الجذع أسطواني الشَكل، وَسميك بشكل غير مُتشابه، كما أنهُ مُجزأ مع وجود أثلام مُتباعدة بصورة مُنتظمة على أطراف القسيمات العضلية، أما الذيل فهوَ قَصير نسبياً ومُسطح جانبياً ومُحاط بزعانف رقيقة. أطراف سمندل الكهوف الأوروبي صَغيرة وَرقيقة وتحتوي على عدد أقل من الأصابع مُقارنةً بالبرمائيات الأُخرى، حيثُ تحتوي الساقين الأماميتين على ثلاثة أصابع بدلاً من أربعة، أما الساقين الخلفيتين فيحتويان على إصبعين بدلاً من خمسة أصابع. يُغطى جسم سمندل الكهوف الأوروبي بطبقة رقيقة من الجِلد، والتي تحتوي على كمية قليلة جداً من صبغة الريبوفلافين والتي تجعل لونه أبيض مُصفر أو وَردي. يمكن رؤية الأعضاء الداخِلية لسمندل الكهوف الأوروبي حيث تكون لامعة في الجزء البطني من الجِسم، وبسبب تشابه لون السَمندل مع البَشر البيض يُطلق ليه البعض اسم سمكة البَشر. على الرغم من ذلك، فإنَّ جلد سمندل الكهوف الأوروبي يُحافظ على قدرته على إنتاج الميلانين. عندَ تعرض سمندل الكهوف الأوروبي إلى الضُوء فإن لونه يتغير تدريجياً إلى اللون الداكن، وفي بعض الحالات يتغير لون اليرقات أيضاً. رأس سمندل الكهوف الأوروبي يُشبه شكل الكمثرى وينتهي بأنف ظهري بطني قصير مُسطح. يمتلك سمندل الكهوف الأوروبي فُتحة فَم صَغيرة تحتوي على أسنان صغيرة جداً تكون على شكل غربال للحفاظ على الجزيئات الكبيرة داخل الفم، وأيضاً فإنَّ فتحات الأنف لديه صَغيرة بحيث غالباً ما تكون غير مُدركة بالحِس، ولكنها تتواجد جانبياً بالقرب من نهاية الأنف. تُغطي عين السمندل غير المُتطورة بطبقة من الجِلد. يَتنفس سمندل الكهوف الأوروبي عبر الخياشيم الخارجية التي تُشكل حزمتين مُتفرعتين في الجزء الخلفي من الرأس، وتكون حمراء اللون؛ وذلك يرجع إلى ظهور الدم الغني بالأكسجين من خلال الجلد غير المُصطبغ. يمتلك سمندل الكهوف الأوروبي رئتين بدائيتين ذات دور ثانوي في عملية التَنفس. الجَنسين في سمندل الكهوف الأوروبي مُتشابهين جداً في المظهر، ولكن الذكر يمتلك مذرق أكثر سمكاً من مذرق الأنثى.

### أعضاء الإحساس
دُفعت الحيوانات التي تعيش في الكُهوف نحو تطوير نُظم حسية غير بَصرية تُساعدها على التوجيه والتَكيف مع البيئات المُظلمة بشكلٍ دائم، كما أنَّ جهاز الإحساس في سمندل الكهوف الأوروبي قد تكيفَ مع الحياة في بيئة المياه الجوفية، فهوَ غير قادر على استخدام البَصر لتوجيهه داخل البيئات المُظلمة، لذلك يعتمد في التوجيه على حواس أُخرى مُتطورة أكثر من غيره من البرمائيات التي تعيش على السَطح، كما أنهُ يحتفظ ببعض الخصائص اليرقية، فجسمه نَحيل وطويل، ورأسُهُ كبير ومُسطح، وتُساعده هذه الخصائص على حمل أكبر عدد من المُستقبلات الحسية.

#### مستقبلات الضوء
عيون سمندل الكهوف الأوروبي غير مُتطورة، ولكنها تحتفظ بحساسيتها للضوء. تكون مستقبلات الضوء غائِرة أسفل أدمة الجلد، ونادراً ما تكون مرئية وظاهرة، ولكنها قد تكون ظاهرة في بعض البالغين الصِغار. تمتلك اليَرقات عُيون طبيعية وَلكنها تتوقف عن النُمو بشكلٍ سَريع، مما يؤدي إلى حدوث تنكص وتراجع فيها، وفي النهاية تُصاب العيون بالضُمور بعد مرور أربعة أشهر من بدأ النُمو. يمتلك الجسم الصنوبري خلايا استقبال ضوئي، والتي على الرغم من عدم تطورها إلا أنها تحتفظ بالصبغات البَصرية بشكلٍ مُشابه للمستقبلات الضوئية غير المُتطورة في عيون سمندل الكهوف الأوروبي. تمتلك الغُدة الصنوبرية في سمندل الكهوف الأوروبي دوراً في التحكم ببعض العمليات الفسيولوجية. أظهرت التجارب السُلوكية أنَّ الجِلد نفسه حَساس للضوء، ويعود السَبب في ذلك إلى وجود صبغة الميلانوبسن بداخل خلايا مُتخصصة تُسمى حامل الصباغ. أظهرت التحليلات الكيميائية الخلوية المناعية الأولية وُجود صَبغات حساسة للضوء في لحافة الحيوان.

#### المستقبلات الكيميائية

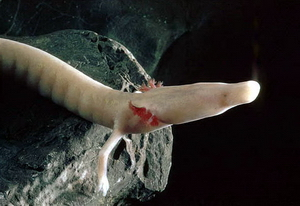
الجزء الأمامي لرأس سمندل الكهوف الأوروبي، والذي يحملُ المستقبلات الكيمائية والميكانيكية والكهربية

سَمندل الكهوف الأوروبي قادر على استشعار تركيزات المُركبات العضوية المُنخضفة جداً في الماء، ويُعتبر سمندل الكهوف الأوروبي من أفضل البرمائيات القريبة منه استشعاراً للفرائس، حيثُ يقوم باستشعار كمية ونوع الفَرائس. النسيج الطلائي المُبطن لعضو جاكوبسون وَللسطح الداخلي للتجويف الأنفي الخاص بسمندل الكهوف الأوروبي يكون أكثر سُمكاً عن غيره من البرمائيات. تتواجد براعم الذوق في المخاط الطلائي للفم، وخاصةً في الجانب العُلوي للسان وَعلى مدخل تجاويف الخياشيم، وتُستخدم البراعم الموجودة في تجويف الفم لتذوق الطَعام، أما تلك الموجودة بالقرب من الخياشيم فهيَ رُبما تستشعر المواد الكيميائية في المياه المُحيطة بالسمندل.

#### المستقبلات الميكانيكية والكهربية
الظِهارة الحِسية للأذن الداخلية لسمندل الكهوف الأوروبي مُتمايزة بشكلٍ كَبير، مما يُمكن السمندل من استقبال الموجات الصَوتية في الماء، بالإضافة إلى استقبال الاهتزازات من الأرض. إنَّ التَكيف الشَكلي الوظيفي المُعقد للخلايا الحِسية يُمكن الحيوان من تسجيل مَصادر الصَوت المُختلفة. بما أنَّ سمندل الكهوف الأوروبي يبقى في المرحلة اليرقية لفترة طويلة من حياته، فإنهُ نادراً ما يتعرض لأصوات في الهواء، ولكنهُ قادرٌ تقريبًا على سماع هذه الأصوات كغيره من السمادِل. بالتالي، فإنَّ سمندل الكهوف الأوروبي مُتكيف بشكلٍ كامل للعيش في الكهوف، وخاصةً مع عدم قدرته على الرؤية، فإنهُ يستفيد من سماع الأصوات تحت الماء للتعرف على أصوات مُعينة مِثل صوت الفَريسة أو بعض الأصوات المَحلية أو مصادر الصَوت الأُخرى؛ أي أنهُ يعتمد على التوجيه الصوتي بشكلٍ عام. تُشير التجارب السُلوكية إلى أنَّ أفضل حساسية لسمع سمندل الكهوف الأوروبي هيَ بين 10 هرتز حتى 15 ألف هرتز. يُساعد الخط الوحشي في حساسية الأذن الداخلية من خلال تَسجيل إزاحة المياه القريبة ذات الترددات المُنخفضة.
تمَ إيجاد نَوع جديد من الأعضاء الحسية في رأس سمندل الكهوف الأوروبي باستخدام المجهر الضوئي والإلكتروني، وقد وُصفت هذه الأعضاء الجديدة باسم الأعضاء الأمبولية.
كغيره من اللاسلويات فإنَّ سمندل الكهوف الأوروبي يمتلك القدرة على تسجيل الحقول الكهربائية الضَعيفة، وقد اقترحت بعض التجارب السلوكية أنَّ سمندل الكهوف الأوروبي قد يكون قادراً على استخدام الحقل المغناطيسي الأرضي في توجيه نفسه، وفي عام 2002 أظهر سمندل الكهوف الأوروبي قدرتهَ على مواءمة نفسه مع الحقول المغناطيسية الطَبيعية والصناعية.

## علم البيئة وتاريخ الحياة

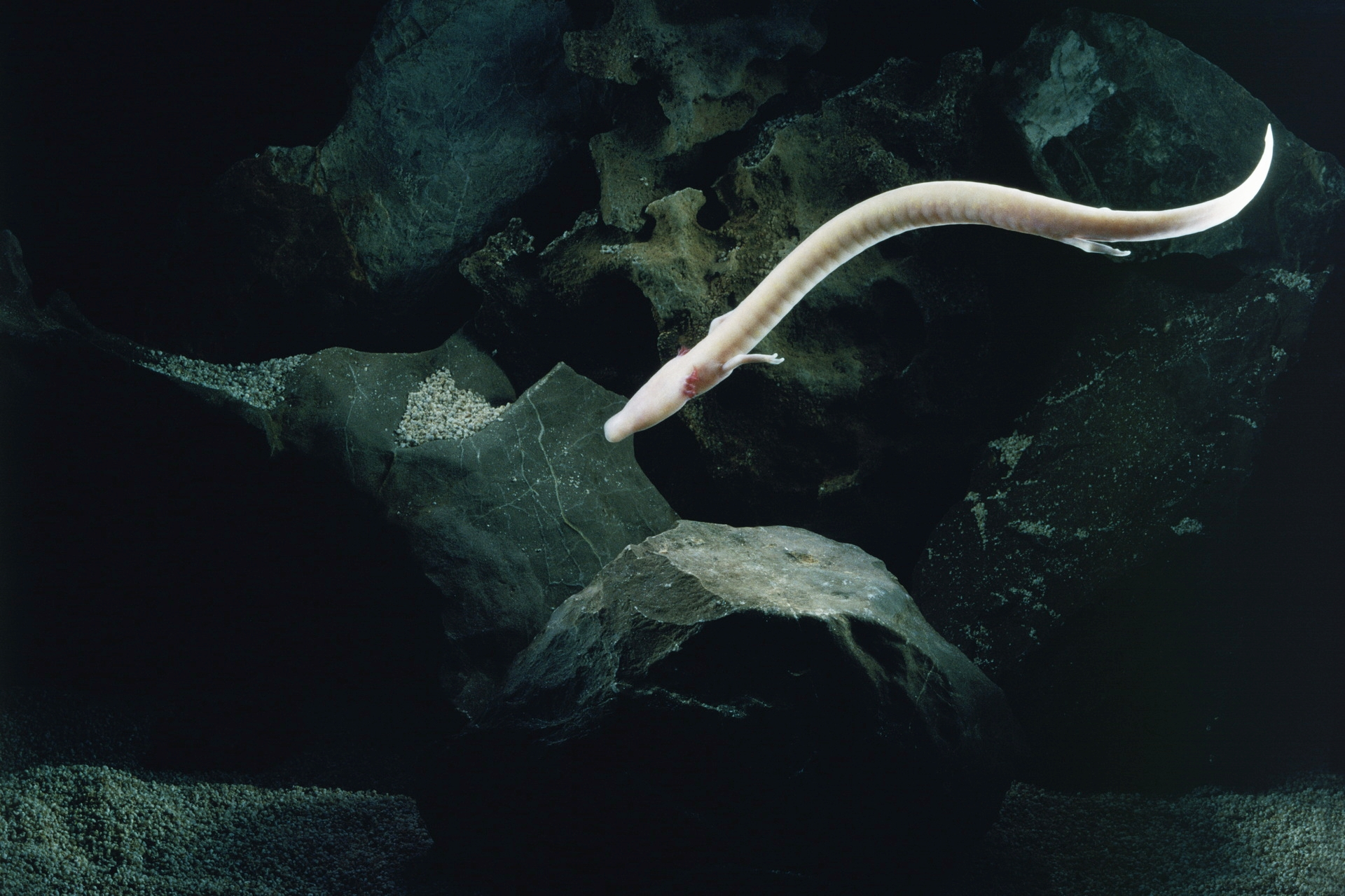
سمندل الكهوف الأوروبي يسبح بواسطة الانحناء الأفعواني للجسم.

تطور السمندل الجنيني يستغرق حوالي 140 يومًا، وبعد ذلك يحتاج إلى 14 سنة للوصول إلى النضج الجنسي. تَمتلك اليرقات صفات البُلوغ بعد حوالي أربعة أشهر، كما أنَّ مُدة النمو ترتبط بشكلٍ وثيق بدرجة حرارة الماء. هُناك ملاحظات تاريخية غير مؤكدة تذكر أن هذا السمندل يلد عبر الولادة الحية، ولكن تبين أن الإناث يمتلكن غدة تنتج غلاف البيض، على غرار تلك الموجودة في الأسماك والبرمائيات في طريقة وضع البيض. كان يعتقد منذ فترة طويلة أنَّ إناث سمندل الكهوف الأوروبي تلد أطفالها في درجات حرارة منخفضة وتضع البيض في درجات حرارة أعلى، ولكن المراقبة الدقيقة لها لم تؤكد ذلك، حيث يظهر أنها بيوضية.
تضع أنثى سمندل الكهوف الأوروبي حوالي 70 بيضة بين الصُخور، كلٌ مِنها يصل قطره إلى 12 ملم (0.5 إنش)، وتظل هذه البيوض تحت حمايتها. عندما تفقس الشراغيف يكون طولها حوالي 2 سم (0.8 إنش)، حيثُ تعيش على صفار البيض المخزن في خلايا الجهاز الهضمي لمدة شهر.
يُعتبر اختلاف التزامن من المُميزات الخاصة بعملية تطور سمندل الكهوف الأوروبي والبرمائيات الشَبيهة، حيثُ أنَّ الحيوان لا يخضع إلا للاستحالة ويحتفظ بدلاً من ذلك بِمُميزات اليرقات. تُعتبر استدامة المرحلة اليرقية شكل اختلاف التزامن في سمندل الكهوف الأوروبي حيثُ يحصل تأخر في النضج الجسدي مع حُدوث نضج إنجابي مُبكر؛ أي يِصل الحيوان إلى النضج التناسلي مع الحفاظ على التشكل الخارجي. في البرمائيات الأخرى، تُنظم عملية التحول عن طريق هرمون الثيروكسين الذي تُفرزه الغدة الدرقية، حيثُ تلعب الغدة الدرقية دوراً هامًا في حياة سمندل الكهوف الأوروبي، وبالتالي فإن عدم حُدوث التَحول راجع إلى انعدام استجابة الأنسجة الحيوية إلى هرمون الثيروكسين.

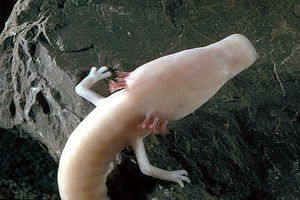
رأس ممدود بشكل غيرِ مُتناسب مع الخياشيم.

يسبح سمندل الكهوف الأوروبي بشكلٍ مُتلوٍ مثلَ الثعبان بمساعدةٍ جُزئية من أرجله قليلة التطور. سمندل الكهوف الأوروبي حيوانٌ مُفترس يتغذى على سرطانات البحر الصغيرة وعلى الحلزونات وأحيانًا الحشرات، كما أنه لا يمضغُ طعامهُ بل يبلعهُ مباشرةً، وبإمكانه تحملُ الجوع لفترةٍ طويلة، وهذا من خصائص تأقلمهِ مع مسكنهِ تحتَ الأرض. يستطيعُ سمندل الكهوف الأوروبي استهلاكَ كمياتٍ كبيرةٍ من المواد الغذائية في آنٍ واحد، ويمكنهُ أيضًا تخزينُ موادٍ كثيرة من الليبيدات والغلايكوجين في الكبد، وعندما يكون الطعامُ المتوفر لهُ قليلًا يُقلل هذا السمندل من مُعدل نشاطه وأيضِه، كما يُمكنهُ أنَّ يُعيدَ امتصاصَ أنسجتهِ في الحالات الشديدة. أظهرت التجارب أنَّ سمندل الكهوف الأوروبي يستطيع البقاء على قيدِ الحياة لمدةٍ تصلُ إلى 10 أعوامٍ دون طعام.
تُعتبرُ سمادِل الكُهوف الأوروبية من الحيوانات الاجتماعية، وعادةً ما تتواجدُ إما تحت الحجارة أو في الشقوق، ويُستثنى من ذلك الذكور النشطون جنسيًا، حيثُ يعملون على الدفاع عن الأماكن التي يجذبون إليها الإناث. ندرةُ الطعامِ تجعل القتال مُكلفًا بقوة، لذلك عادةً ما تنطوي المواجهة بين الذكور فقط على العَرض، ويُعتبر هذا الأمر من التكيفات السلوكية للحياة تحت الأرض.
لوحظَ أنَّ تكاثر سمندل الكهوف الأوروبي حتى الآن يحدثُ فقط في الأَسْر. أثناء التكاثرِ تحدثُ بعضُ التغييرات، ففي الذكور الناضجة جنسيًا تنتفخُ المذاريق ويُصبحُ لونُ البشرةِ أكثرَ سطوعًا ويظهرُ خطينِ على جانب الذيل وتتجعدُ الزعانف قليلًا، أما في الإناث فلم تتم ملاحظة أية تغييرات. يُمكن للذكرِ أن يبدأَ المغازلة من دون وجود الأنثى، كما يَقوم بملاحقةِ الذكور الآخرين لإبعادهم عن منطقته، وبعد ذلك قد يُفرز الفيرومون ليجذب الأنثى، وعندما تقتربُ الأنثى، يبدأُ بعملِ دائرةٍ حولها ويُشجعها بذيله، وبعد ذلك يبدأُ بلمس جسدها بأنفه، والأنثى تلمسِ مَذْرَقه بأنفها، وفي هذه المرحلة، يبدأُ الذكر بالمضي قدمًا مع حركة ارتعاشية والأنثى تَتبعه، ثُمَ يضعُ الحامل المنوي والحيوانات تستمر بالمضي قدمًا حتى تضربُ الأنثى الحامل المنوب بمَذْرَقِه، وبعد ذلك تتوقف ويبقى واقفًا، حيثُ يلتصق الحامل المنوي بِها، وتسبحُ الحيوانات المنوية داخلَ مَذْرَقِها بهدفِ إخصابِ البويضات. قد تَتكرر هذه العملية أكثر من مرة خلال عدة ساعات.
يقدرُ طول عمرِ هذه السمادل لمدةٍ تصل إلى 58 عامًا، وتشيرُ دراسةٌ نشرت في دورية رسائل الأحياء أنَّ عمرَ هذه السمادل الأقصى يزيدُ عن 100 سنة وأن عمر الفرد البالغ منها يبلغُ حوالي 68.5 سنة. عند مقارنةِ طولِ العمر مع كتلة جسم البرمائيات الأخرى نجد أنَّ سمندل الكهوف الأوروبي شاذٌ بينهم، حيثُ يعيش أطول مما يمكن توقعه حسب حجمه.

## تاريخ التصنيف
تختلف مُواصفات (قياسات الجسم واللون وبعض الصِفات المِجهرية) سمندل الكهوف الأوروبي باختلاف نوع الكهوف اختلافًا كبيرًا، وقد استخدم الباحثون سابقًا هذه الاختلافات لتقسيم سمندل الكهوف الأوروبي إلى خمسة أنواع، في حين أن علماء الأعشاب الحديثة يذكرون أن التشكُل الخارجي غير موثوق به في علم النظام البرمائي ويمكن أن يكون مُتغير للغاية، وذلك اعتمادًا على التغذية والمرض وعدد من العوامل الأُخرى، بل وقد تختلف خصائصهم الفردية فيما بينهم. حالياً أصبح نوع المُتقلبة الأفعوانية (Proteus anguinus) يُعتبر نوعًا واحدًا. يُذكر أنَّ طول الرأس هو الفرق الأكثر وضوحًا فيما بينهم، حيثُ أنَّ السمادل من قرية ستيتنا في سلوفينيا لديها رؤوس أقصر من المعدل الطبيعي من تلك الموجودة في قرية تريجيك في سلوفينيا وفي شبه جزيرة إستريا على سبيل المثال.

### سمندل الكهوف الأوروبي الأسود

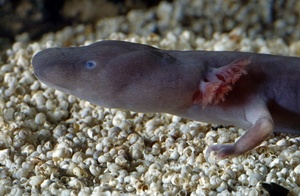
سمندل الكهوف الأوروبي الأسود هو نوع فرعي لديه رأس أقصر مع عيون متطورة مقارنةً مع السلالات الأخرى.

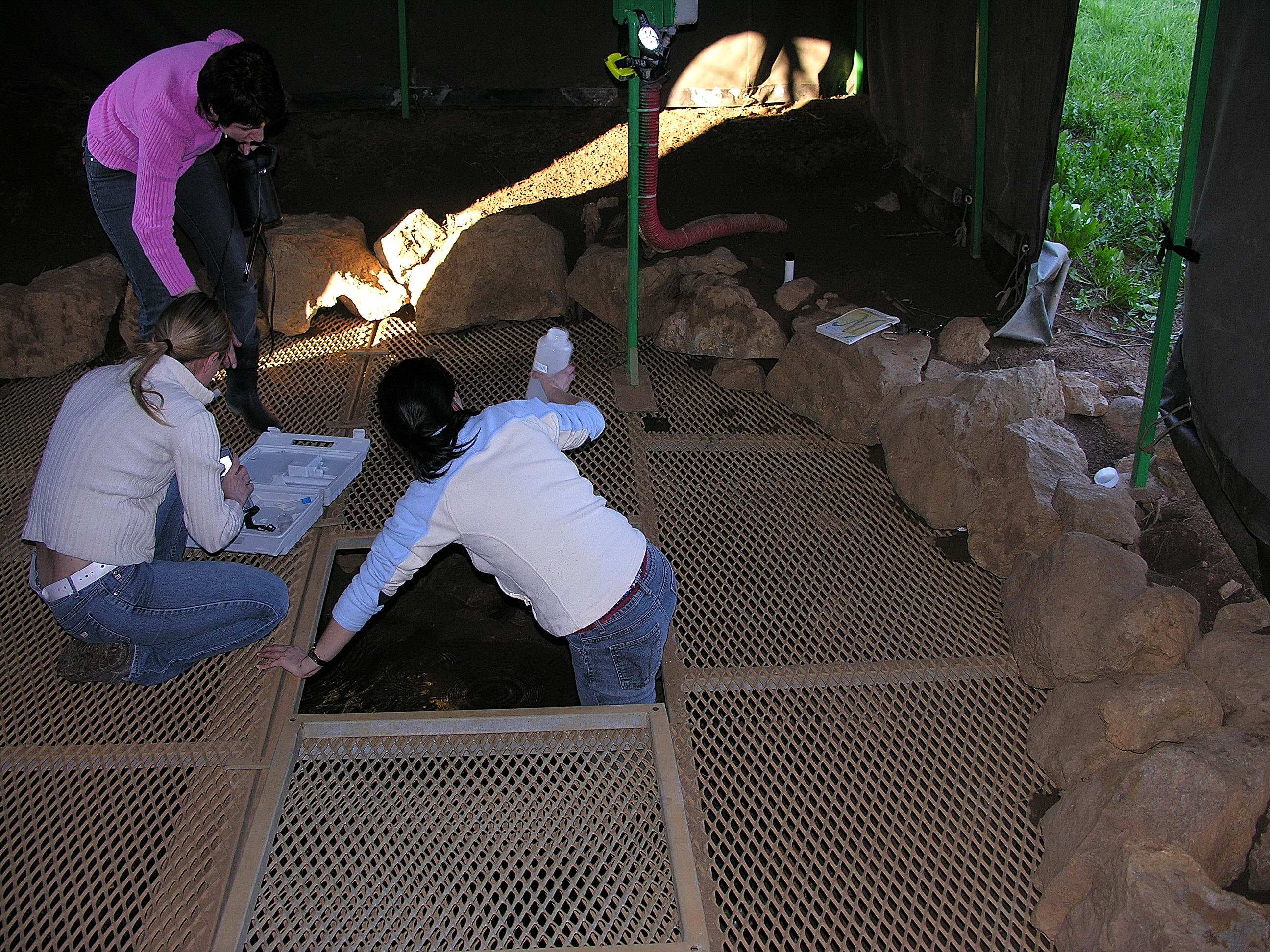
ثقبة تنفيسية بحثية في جيلسيفنيك بالقرب من تشرنملي، حيث يتم إجراء اختبارات جودة المياه والرواسب بإنتظام، ويتم أيضًا تسجيل أنشطة سمندل الكهوف الأوروبي الأسود بواسطة كاميرا الأشعة تحت الحمراء.

سمندل الكهوف الأوروبي الأسود (المُتقلبة الأفعوانية الكرامبسية) هو السلالة الوحيدة المُعترف بها من السمادل، وتَتوطن في المياه الجوفية القريبة من بلدة تشرنملي في سلوفينيا، وقد وجدت لأول مرة في عام 1986 من قبل أعضاء معهد أبحاث كارست السلوفينية الذين كانوا يستكشفون المياه في جَدول دوبليسيكا في منطقة كارنيولا البيضاء.
يمتلك سمندل الكهوف الأوروبي الأسود عَددًا من الصفات المختلفة عن النوع النمطي:
| خاصية         | المُتقلبة الأفعوانية الأفعوانية | المُتقلبة الأفعوانية الكرامبسية                                                                                                | ملاحظات |
| ------------- | ------------------------------ | --- | --- |
| الجلد         | غير مصطبغ                      | عادةً مصطبغ ولونه بني داكن أو أسود                                                                                             | الفرق الأكثر وضوحًا. |
| شكل الرأس     | طويل ونحيل                     | أقصر وأكثر سُمكاً، كما أنَّ عضلات الفك قوية وظاهرة تُشبه المِصباحين في أعلى رأسه.                                                   | |
| طول الجسم     | أقصر من 29 إلى 32 فقرة         | أطول من 34 إلى 35 فقرة | البرمائيات ليس لديها عدد محدد من الفقرات. |
| الزوائد       | أطول.                          | أقصر. | |
| الذيل         | أطول نسبةً إلى بقية الجسم       | أقصر نسبةً إلى بقية الجسم. | |
| العيون        | بدائية.                        | واسعة تقريبًا وإن كانت لا تزال صغيرة بالمقارنة مع البرمائيات الأخرى، كما أنها مُغطاة بطبقة رقيقة من الجلد الشفاف ولا يوجد جفون. | العيون البدائية للمُتقلبة البيضاء تَظهر أولًا وقبل كل التوسيمات المناعية للأوبسين لمخروطي الحساس للون الأحمر. عين المُتقلب الأسود لديه تمتلك عصويات رئيسية ومخاريط حساسة للون الأحمر ومخاريط حساسة للون الأزرق أو للأشعة فوق البنفسجية. |
| الحواس الأخرى | دقيقة وحساسة للغاية.           | بعض الأجهزة الحسية، خاصةً المستقبلات الكهربية، أقل حساسية.                                                                     | ليس واضحًا. |

تُشير هذه الخصائص أنهُ من المرجح أنَّ سمندل الكهوف الأوروبي الأسود قد استعمر المستوطنات تحت الأرضِ في الآونة الأخيرة، وأنهُ لا يزالُ محتفظًا ببعض الخصائص غير الكهفية.

## تاريخ البحث
أول ذِكر مكتوب لسمندل الكهوف الأوروبي كان للمؤرخ يوهان ويكارد فون فالفاسور في موسوعة مجد دوقية كارنيولا (1689)، حيثُ ذكره على أنه طفل التنين، كما جمع جوهان فالفاسور في موسوعته «مجد دوقية كارنيولا» القصص الشعبية السلوفينية المَحلية والأساطير والملاحظات المُوثقة عن سمندل الكهوف الأوروبي، حيثُ ذكرَ «بالكاد تعيش لفترةٍ طويلة وهي أقرب إلى السحلية. باختصار، هي دودة وكائن ضار يوجد العديد منها». الأمطار الغزيرة في سلوفينيا تُخرج سمادل الكهوف الأوروبية من موطنه تحت الأرض، مما أدى إلى اعتقادٍ فلكلوري بأن التنينات الكبيرة لا زالت تعيش تحت قشرة الأرض، وأن سمادل الكهوف الأوروبية هي النسل غير المتطور لهذه الحيوانات الأسطورية.

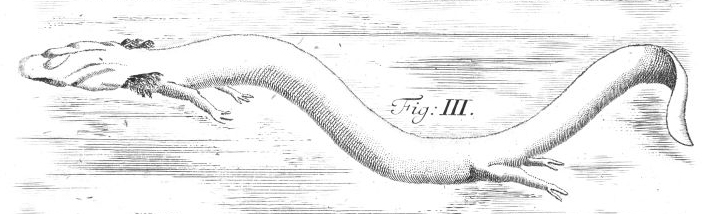
رسم تقريبي لسمندل الكهوف الأوروبي في عينة ميديكوم في أحد المعارض في فيينا عام 1768 للرسام جوزيفوس نيكولاوس لورنتي.

يُعتبر جوفاني سكوبولي أول باحث أعادَ إحياء القضايا البَحثية حولَ سمندل الكهوف الأوروبي، وكان جوفاني في ذلك الوقت طبيبًا وباحثًا من إيدرييا، حيثُ قامَ بإرسال عيناتٍ ميتة ورسومٍ لسمندل الكهوف الأوروبي إلى زُملائه والجّامِعين، وأيضًا يُعتبر جوزيفوس نيكولاوس لورنتي أول من قامَ بوضع وصفٍ مُختصر لسمندل الكهوف الأوروبي في عام 1768، وأطلق عليه تسمية المُتقلبة الأفعوانية (Proteus anguinus)، وقبل نهاية القَرن قام كارل فرانز أنطون ريتر فون سكريبرس من متحف التاريخ الطبيعي في فيينا بوضع نُبذة حول تشريح هذا الحيوان، وكانت العينة قد أُرسلت إليه من سيغموند زويز، وفي عام 1801 قدم كارل سكريبرس النتائج التي توصل إليها إلى الجمعية الملكية في لندن ثُم في باريس، وبعد ذلك بدأ سمندل الكهوف الأوروبي باكتساب اعترافٍ واسعٍ واهتمامٍ كبير، مما أدى إلى إرسالِ آلاف الحيوانات إلى الباحثين وجامعي الحيوانات في جميع أنحاءِ العالم. في عقد 1980 وضع ليلي إستينيتش أُسس الفحوصات الشَكلية الوظيفية في سلوفينيا، وبعد أكثر من عشرين عامًا، تأسست المجموعة البحثية الخاصة بالدراسات الشكلية الوظيفية للفقاريات في قسم الأحياء التابع لكلية التقنية الحيوية في جامعة ليوبليانا، حيثُ تعتبر من المجموعات الرائدة في دراسة سمندل الكهوف الأوروبي تحت إشراف وتوجيه بوريس بولوغ، كما توجد العديد من المُختبرات في أوروبا والتي تُعنى بالبحوثات والدراسات حول سمندل الكهوف الأوروبي، ومنها موليس، أرييج في فرنسا وكهف كينتس في إنجلترا وكهوف هان سور ليس في بلجيكا وأجتيليك في المجر، كما تجري البحوثات حول النوع المستقدم في كهف هيرمان في ألمانيا وفالستاغنا في إيطاليا، ولا زالت هذه الأنواع المُستقدمة تعيش حتى اليوم.
استَخدمَ تشارلز داروين في كتابه الشهير أصل الأنواع سمندل الكهوف الأوروبي كمثالٍ على انخفاض الهياكل نتيجةً للإهمال:

## حالة الحفظ
سمندل الكهوف الأوروبي من الحيوانات الأكثر عرضةً للتَغيُرات في بيئته؛ وذلكَ بسبب تكيُفه مع ظروف مُحددة في الكهوف، كما أنَّ المصادر المائية في الكارست حساسة للغاية لِجميع أنواع التلوث، ويُعزى تلوث المياه الجوفية في الكارست إلى عددٍ كبير من مواقع التخلص من النفايات، حيثُ ترشح الملوثات إلى مياه الكارست عن طريق الأمطار، وأيضًا من خلال التدفق العَرَضي لمختلف السوائل. إنَّ آثار هذا التلوث في المياه الجوفية الكارستية يعتمد على نوع وكمية المُلوثات، ويعتمد أيضًا على الهيكل الصخري الذي تعبر المياه من خلاله. عمليات التنقية الذاتية في المياه الجوفية ليست مفهومة لحد الآن، ولكنهُ من المؤكد أنها تختلف اختلافًا تامًا عن تلك الموجودة في المياه السطحية.
تُوجد عدد من المُلوثات الكيميائية الخطيرة المؤثرة على المياه الجوفية الكارستية، ولكن تُعتبر مبيدات الآفات الهيدروكربونية المكلورة والأسمدة وثنائي الفينيل متعدد الكلور من أخطر الملوثات، والتي تستخدم أو كانت تستخدم في مجموعة متنوعة من العمليات الصناعية وفي تصنيع أنواع كثيرة من المواد والمعادن مثل الزئبق والرصاص والكادميوم والزرنيخ، وجميع هذه المواد لا تزال موجودة في البيئة حيثُ تتحلل ببطئ بسبب العمليات الطبيعية، وعلاوةً على ذلك، فإنَّ هذه المواد جميعها سامة للحياة في حال تراكمها في كمياتٍ كبيرة. تشتهر الكهوف السلوفينية باحتوائها على حيوانات لا يُمكن العثور عليها في مكانٍ آخر، ولكن يقوم بعض الجامِعين بأخذ سمندل الكهوف الأوروبي بشكلٍ غير قانوني من هذه الكهوف.
يُوضع سمندل الكهوف الأوروبي ضِمنَ الملحقين الثاني والرابع من توجيهات الاتحاد الأوروبي الخاصة بالموائل (92/43/EEC)‏، ويهدف الملحق الثاني إلى الحفاظ على حالة الحفظ المناسبة للأنواع الحيوانية والنباتية إلى جانب موائلها من خلال حماية هذه الأنواع أو تحديد مناطق خاصة للحفظ، وتُشكل مناطق الحفظ شبكة ناتورا 2000. يُحدد الملحق الرابع «الأنواع الحيوانية والنباتية ذات الاهتمام المجتمعي والتي تحتاج إلى حماية صارمة». يُسمح تحت ظروف رقابية صارمة تُحددها السلطات المَحلية، بصيد أو الاحتفاظ بعدد مُحدد من سمندل الكهوف الأوروبية.
تمت حماية سمندل الكهوف الأوروبي لأول مرة في سلوفينيا عام 1922 جنبًا إلى جنب مع جميع حيوانات الكهوف، ولكن الحماية لم تكن فعالة حيثُ استمرت الأسواق السوداء بالحصول عليها، وفي عام 1982 وضع سمندل الكهوف الأوروبي على قائمة الأنواع النادرة والمُهددة بالانقراض، حيثُ ساعدت هذه القائمة على حظر تجارة هذه الأنواع من الحيوانات، وبعد انضمام سلوفينيا إلى الاتحاد الأوروبي كان عليها أن تنشئ آليات لحماية الأنواع المدرجة في توجيهات الاتحاد الأوروبي للموائل، فقامت سلوفينيا بوضع سمندل الكهوف الأوروبي في القائمة الحمراء للأنواع المهددة بالانقراض، كما تم وضع كهف بوستوينا والكهوف الأخرى التي يسكنها سمندل الكهوف الأوروبية في الجزء السلوفيني من شبكة ناتورا 2000.
سمندل الكهوف الأوروبي في كرواتيا مَحميٌ ضِمن القانون الذي يحمي البرمائيات، حيث أنَّ جمعها مُمكن فقط للأغراض البحثية وذلك بإذنٍ من الإدارة الوطنية للطبيعة وحماية البيئة. لم يتم حتى الآن تحديد حالة حفظ سمندل الكهوف الأوروبي في البوسنة والهرسك وفي الجبل الأسود.
في القائمة الحمراء للأنواع المهددة بالانقراض، تم إدراج سمندل الكهوف الأوروبي على أنه نوع مهدد بخطر انقراض أدنى؛ وذلك بسبب توزيعه المُجزأ والمُحدد وأيضًا لأن عدده في تناقصٍ مُستمر.

## الأهمية الثقافية

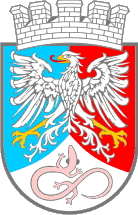
سمندل الكهوف الأوروبي على شعار النبالة الخاص بمدينة بوستوين السلوفينية

يُعتبر سمندل الكُهوف الأوروبي رمزاً للتراث الطبيعي السلوفيني، وبالرَغم من مرور 300 عام على اكتشاف وجوده في الكُهوف السلوفينية إلا أنَّ حماسة وَشغف العُلماء وعامة الشَعب به ما زالت قوية حتى الآن. يُعتبر كهف بوستوينا من الأماكن الهامة لدراسة حيوانات الكُهوف مُثل سمندل الكُهوف الأوروبي وغيره من حيوانات الكُهوف النادرة مثل خنفساء الكهف الأعمى. تَلعب صُور سمندل الكُهوف الأوروبي دوراً كبيراً في شهرة كهف بوستوينا، حيثُ نَجحت سلوفينيا في تنشيط السياحة البيئية في بوستوينا والمناطق الأُخرى من هضبة كارست، كما تَشمل الجولات في كهف بوستوينا جولةً حول المحطة الحيوية، والتي تُظهر جوانب مُختلفة من بيئة الكَهف. تضع مدينة بوستوينا السلوفينية سمندل الكهوف الأوروبي على شعار النبالة الخاص بِها.
وُضعت صُورة سمندل الكهوف الأوروبي على واحدة من قطع التولار السلوفيني، كما تمت تَسمية أقدم مجلة علوم سلوفينية باسم «بروتيوس» نسبةً إلى سمندل الكهوف الأوروبي، ونُشرت هذه المجلة لأول مرة في عام 1933.

تولار سلوفيني يحمل صورة سمندل الكهوف الأوروبي

### باللغة الإنجليزية
1. ↑  The IUCN Red List of Threatened Species 2022.2 (بالإنجليزية), 9 Dec 2022, QID:Q115962546
2. ↑  Sket، Boris (1997). "Distribution of Proteus (Amphibia: Urodela: Proteidae) and its possible explanation". Journal of Biogeography. ج. 24 ع. 3: 263–280. DOI:10.1046/j.1365-2699.1997.00103.x.
3. ↑  "Olm". nhm.ac.uk. متحف التاريخ الطبيعي في لندن. مؤرشف من الأصل في 2015-01-29. اطلع عليه بتاريخ 2013-07-15.
4. ↑  Piper, Ross  [لغات أخرى]‏ (2007), Extraordinary Animals: An Encyclopedia of Curious and Unusual Animals, Greenwood Press  [لغات أخرى]‏.
5. 1 2 3 4  Burnie D.؛ Wilson D.E.، المحررون (2001). Animal. London: DK. ص. 61, 435. ISBN:0-7894-7764-5.
6. ↑  "olm". Oxford Dictionaries. مؤرشف من الأصل في 2016-07-19. اطلع عليه بتاريخ 2015-12-09.
7. 1 2  Seebold, Elmar. 1999. Kluge Etymologisches Wörterbuch der deutschen Sprache, 23rd edition. Berlin: Walter de Gruyter, p. 601.
8. ↑  ."olm". Digitale Wörterbuch der deutschen Sprache. مؤرشف من الأصل في 2018-11-16. اطلع عليه بتاريخ 2015-12-09.
9. ↑  Weber A. (2000). Fish and amphibia. In: Culver D.C. et al. (ed.): Ecosystems of the world: Subterranean Ecosystems, pp. 109–132. Amsterdam: إلزيفير
10. ↑  Istenic L.؛ Ziegler I. (1974). "Riboflavin as "pigment" in the skin of Proteus anguinus L." Naturwissenschaften. ج. 61 ع. 12: 686–687. DOI:10.1007/bf00606524. {{استشهاد بدورية محكمة}}: تجاهل المحلل الوسيط |last-author-amp= لأنه غير معروف، ويقترح استخدام |name-list-style= (مساعدة)
11. ↑  Bulog، Boris؛ van der Meijden، Arie (26 ديسمبر 1999). "Proteus anguinus". AmphibiaWeb. مؤرشف من الأصل في 2018-11-16. اطلع عليه بتاريخ 2014-01-27.
12. 1 2  Schlegel P.A., Briegleb W., Bulog B., Steinfartz S. (2006). Revue et nouvelles données sur la sensitivité a la lumiere et orientation non-visuelle chez Proteus anguinus, Calotriton asper et Desmognathus ochrophaeus (Amphibiens urodeles hypogés). Bulletin de la Société herpétologique de France, 118, pp. 1–31. (بالفرنسية)
13. 1 2  Schegel، P.؛ Bulog، B. (1997). "Population-specific behavioral electrosensitivity of the European blind cave salamander, Proteus anguinus". Journal of Physiology (Paris). ج. 91: 75–79.
14. ↑  Durand J.P. (1973). Développement et involution oculaire de Proteus anguinus Laurenti, Urodele cavernicole. Ann. Spéléol. 28, 193–208 (بالفرنسية)
15. 1 2  Langecker T.G. (2000). The effects of continuous darkness on cave ecology and cavernicolous evolution. In: Culver D.C. et al. (eds.): Ecosystems of the world: Subterranean Ecosystems, pp. 135–157. Amsterdam: Elsevier
16. ↑  Hawes، R.S. (1945). "On the eyes and reactions to light of Proteus anguinus". Quart. Journ. Micr. Sc. N.S. ج. 86: 1–53.
17. ↑  Kos M. (2000). Imunocitokemijska analiza vidnih pigmentov v čutilnih celicah očesa in pinealnega organa močerila (Proteus anguinus, Amphibia, Urodela) (Immunocitochemical analysis of the visual pigments in the sensory cells of the eye and the pineal organ of the olm (Proteus anguinus, Amphibia, Urodela).) PhD thesis. Ljubljana: جامعة ليوبليانا. (بالسلوفينية)
18. ↑  Kos، M.؛ Bulog، B.؛ وآخرون (2001). "Immunocytochemical demonstration of visual pigments in the degenerate retinal and pineal photoreceptors of the blind cave salamander (Proteus anguinus)". Cell Tissue Res. ج. 303: 15–25. DOI:10.1007/s004410000298.
19. ↑  Hüpop K. (2000). How do cave animals cope with the food scarcity in caves?. In: Culver D.C. et al. (ed.): Ecosystems of the world: Subterranean Ecosystems, pp. 159–188. Amsterdam: Elsevier
20. ↑  Dumas P. in Chris B. (1998). The olfaction in Proteus anguinus. Behavioural Processes 43: 107–113
21. ↑  Istenič، L.؛ Bulog، B. (1979). "The structural differentiations of the buccal and pharyngeal mucous membrane of the Proteus anguinus Laur". Biološki Vestnik. ج. 27: 1–12.
22. ↑  Bulog، B (1989). "Differentiation of the inner ear sensory epithelia of Proteus anguinus (Urodela, Amphibia)". Journal of Morphology. ج. 202: 325–338. DOI:10.1002/jmor.1052020303.
23. ↑  Bulog B. (1990). Čutilni organi oktavolateralnega sistema pri proteju Proteus anguinus (Urodela, Amphibia). I. Otični labirint (Sense organs of the octavolateral system in proteus Proteus anguinus (Urodela, Amphibia). I. Otic labyrinth). Biološki vestnik 38: 1–16 (بالسلوفينية)
24. 1 2  Bulog B. & Schlegel P. (2000). Functional morphology of the inner ear and underwater audiograms of Proteus anguinus (Amphibia, Urodela). Pflügers Arch 439(3), suppl., pp. R165–R167.
25. ↑  Istenič، L.؛ Bulog، B. (1984). "Some evidence for the ampullary organs in the European cave salamander Proteus anguinus (Urodela, Amphibia)". Cell Tissue Res. ج. 235: 393–402. DOI:10.1007/bf00217865.
26. ↑  Bulog B., Schlegel P. et al. (2002). Non-visual orientation and light-sensitivity in the blind cave salamander, Proteus anguinus (Amphibia, Caudata). In: Latella L., Mezzanotte E., Tarocco M. (eds.). 16th international symposium of biospeleology; 2002 Sep 8–15; Verona: Societé Internationale de Biospéologie, pp. 31–32.
27. ↑  Durand، J.P.؛ Delay، B. (1981). "Influence of temperature on the development of Proteus anguinus (Caudata: Proteidae) and relation with its habitat in the subterranean world". Journal of Thermal Biology. ج. 6 ع. 1: 53–57. DOI:10.1016/0306-4565(81)90044-9.
28. 1 2 3 4  Aljančič M., Bulog B. et al. (1993). Proteus – mysterious ruler of Karst darkness. Ljubljana: Vitrium d.o.o. (بالسلوفينية)
29. ↑  Sever, David M.، المحرر (2003). Reproductive biology and phylogeny of Urodela. Science Publishers. ص. 449. ISBN:1578082854.
30. ↑  Aljančič G. and Aljančič M. (1998). Žival meseca oktobra: Človeška ribica (Proteus anguinus) (The animal of the month of October: olm). Proteus 61(2): 83–87 (بالسلوفينية)
31. ↑  Bulog B. (1994). Dve desetletji funkcionalno-morfoloških raziskav pri močerilu (Proteus anguinus, Amphibia, Caudata) (Two decades of functional-morphological research on the olm (Proteus anguinus, Amphibia, Caudata)). Acta Carsologica XXIII/19. (بالسلوفينية)
32. ↑  Guillaume، O (2000). "Role of chemical communication and behavioural interactions among conspecifics in the choice of shelters by the cave-dwelling salamander Proteus anguinus (Caudata, Proteidae)". Can. J. Zool. ج. 78 ع. 2: 167–173. DOI:10.1139/z99-198.
33. ↑  Noellert A., Noellert C. (1992). Die Aphibien Europas. Franckh-Kosmos Verlags GmbH & co., Stuttgart.(بالألمانية)
34. ↑  Voituron، Y.؛ De Fraipont، M.؛ Issartel، J.؛ Guillaume، O.؛ Clobert، J. (2010). "Extreme lifespan of the human fish (Proteus anguinus): a challenge for ageing mechanisms". Biology Letters. ج. 7 ع. 1: 105–107. DOI:10.1098/rsbl.2010.0539. PMC:3030882. PMID:20659920.
35. ↑  Arntzen، J.W.؛ Sket، Boris (1997). "Morphometric analysis of black and white European cave salamanders, Proteus anguinus". Journal of Zoology. ج. 241 ع. 4: 699–707. DOI:10.1111/j.1469-7998.1997.tb05742.x.
36. ↑  Sket B. et al. (ed.) (2003). Živalstvo Slovenije (The animals of Slovenia). Ljubljana: Tehniška založba Slovenije. (ردمك 86-365-0410-4) (بالسلوفينية)
37. ↑  Sket، B.؛ Arntzen، J.W. (1994). "A black, non-troglomorphic amphibian from the karst of Slovenia: Proteus anguinus parkelj n. ssp (Urodela: Proteidae)". Bijdragen tot de Dierkunde. ج. 64: 33–53.
38. 1 2  Baker، Nick. "The Dragon of Vrhnika – The Olm". Nickbaker.tv. مؤرشف من الأصل في 2009-12-12. اطلع عليه بتاريخ 2009-12-05.
39. ↑  Bulog B. et al. (2003). Black Proteus: mysterious dweller of the Karst in Bela krajina. Ljubljana: TV Slovenia, Video tape.
40. ↑  Grosse، Wolf-Rüdiger (2004). "Grottenolm – Proteus anguinus Laurenti, 1768". في Frank Meyer؛ وآخرون (المحررون). Die Lurche und Kriechtiere Sachsen-Anhalts. Bielefeld: Laurenti-Verlag. ص. 191–193. ISBN:3-933066-17-4.
41. ↑  Bonato، Lucio؛ Fracasso، Giancarlo؛ Pollo، Roberto؛ Richard، Jacopo؛ Semenzato، Massimo (2007). "Proteo". Atlante degli anfibi e dei rettili del Veneto. Nuova Dimensione Edizioni. ص. 71–73. ISBN:9788889100400.
42. ↑  Darwin C. (1859). On the origin of species by means of natural selection, or the preservation of favoured races in the struggle for life. London: John Murray.
43. ↑  Bulog، B.؛ Mihajl، K.؛ وآخرون (2002). "Trace element concentrations in the tissues of Proteus anguinus (Amphibia, Caudata) and the surrounding environment". Water, Air, & Soil Pollution. ج. 136 ع. 1–4: 147–163.
44. ↑  EU Habitats directive (1992).. نسخة محفوظة 06 ديسمبر 2017 على موقع واي باك مشين.
45. ↑  Slovenian official gazette (2002).
no. 82, Tuesday 24 September 2002. (بالسلوفينية) نسخة محفوظة 24 مارس 2009 على موقع واي باك مشين.
46. ↑  Državna uprava za zaštitu prirode i okoliša (1999). "Pravilnik o zaštiti vodozemaca". نارودني نوفين (بالكرواتية). Archived from the original on 2008-10-21. Retrieved 2009-12-05.
47. ↑  Destinacija Postojna. Retrieved 7 June 2007. نسخة محفوظة 08 فبراير 2012 على موقع واي باك مشين.
48. ↑  Plut-Pregelj، Leopoldina؛ Rogel، Carole (2010). "Currency". The A to Z of Slovenia. Scarecrow Press. ص. 97–98. ISBN:9781461731757.
49. ↑  "Proteus". City Library Kranj. مؤرشف من الأصل في 2017-08-01. اطلع عليه بتاريخ 2014-01-22.

### باللغة العربيَّة
1. ↑  أحمد شفيق الخطيب (2000)، موسوعة الطبيعة الميسرة: بالألوان والصور التوضيحية (ط. 2)، بيروت: مكتبة لبنان ناشرون، ص. 76، OCLC:956964437، QID:Q117303783
2. ↑  حسن سعيد الكرمي (1999)، المغني الأكبر: معجم اللغة الإنكليزية الكلاسيكية والمعاصرة والحديثة إنكليزي عربي موضح بالرسوم واللوحات الملونة (بالعربية والإنجليزية) (ط. 2)، بيروت: مكتبة لبنان ناشرون، ص. 900، OCLC:1039055899، QID:Q117808099
3. 1 2  منير البعلبكي؛ رمزي البعلبكي (2010). المورد الحديث: قاموس إنكليزي عربي (بالعربية والإنجليزية) (ط. 3). بيروت: دار العلم للملايين. ص. 794. ISBN:978-9953-63-160-8. OCLC:767837094. OL:44879768M. QID:Q118336971.
4. ↑  "تعريف و معنى أنكليس في معجم المعاني الجامع، المعجم الوسيط ،اللغة العربية المعاصر - معجم عربي عربي - صفحة 1". www.almaany.com. مؤرشف من الأصل في 2018-10-29. اطلع عليه بتاريخ 2017-08-02.